# 納加帕蒂南縣
納加帕蒂南縣是印度的一個縣，位於該國南部，由泰米爾納德邦負責管轄，面積2,715平方公里，海拔高度9米，2011年人口1,614,069，人口密度每平方公里595人。

## 外部連結
- Nagapattinam District website （页面存档备份，存于）